# Egyszerűsített vállalkozói adó
Az egyszerűsített vállalkozói adó (röviden: eva) a jövedelem- és nyereségadók egy fajtája volt Magyarországon. Az eva abban az értelemben egyszerűsített adónem, hogy az eva adóalanya nem lesz alanya társasági adónak (tao), az általános forgalmi adónak (áfa) és a személyi jövedelemadónak (szja).
Az eva kiváltására 2013-ban létrehozták a kisadózó vállalkozások tételes adóját (régi kata), majd pedig a régi kata átalakításával, a jogosultak körének szűkítésével 2022. szeptember 1-jén létrejött a kisadózó vállalkozók tételes adója (új kata). Az evát 2020-ban megszüntették. A lépést sok kritika érte, mivel százalékos adó révén az eva igazságosabb és fenntarthatóbb volt, emellett magasabb állami bevételt generált azonos nagyságú adózói körből.

## Története
Az  egyszerűsített vállalkozói adóról szóló 2002. évi XLIII. törvény vezette be, 2003. január 1-jétől. 17 éves fennállása alatt az eva iránti igény jelentősen lecsökkent az olyan új, kedvezőbb adózási formák bevezetését követően, mint a kisadózó vállalkozások tételes adója (kata) és a kisvállalati adó (kiva).
Az adónem alig két évvel a bevezetése után viták tárgya lett, Veres János pénzügyminiszter 2005-ben azzal érvelt az eva megváltoztatása mellett, hogy az szerinte sokak számára „a költségvetés megcsapolására” szolgált.
Mivel azt feltételezték, hogy az adónem bújtatott foglalkoztatást segít elő, 2005 nyarán kilátásba helyezték, hogy büntetik azokat az úgynevezett „kényszervállalkozókat” és az őket foglalkoztató társaságokat, akik a munkaviszonyt „adóoptimalizálási célzattal megbízási jogviszonnyal fedik el”, viszont egy évig moratórium volt érvényben. Végül az Adó- és Pénzügyi Ellenőrzési Hivatal (APEH) 2006 szeptemberétől kezdte vizsgálni a munkaviszonyt eva-alanyisággal helyettesítő vállalkozásokat.
Többször felmerült az adónem megszüntetése, és át is alakították.
Az eva szerinti adózást 2019. decemberi megszűnéséig több ezer vállalkozás választotta, ezek száma a lenti táblázatban látható.
| Időpont | Alanyok száma                                            |
| ------- | -------------------------------------------------------- |
| 2003    | 78 371 (ebből 43 943 egyéni, 34 428 társas vállalkozás)  |
| 2004    | 99 206 (ebből 52 582 egyéni, 46 624 társas vállalkozás)  |
| 2005    | 108 252 (ebből 55 301 egyéni, 52 951 társas vállalkozás) |
| 2006    | 99 011 (ebből 48 075 egyéni, 50 936 társas vállalkozás)  |
| 2007    | 101 066 (ebből 47 408 egyéni, 53 658 társas vállalkozás) |
| 2008    | 104 000                                                  |
| 2009    | 100 000                                                  |
| 2010    | 96 000                                                   |
| 2011    | 90 153 (ebből 35 850 egyéni, 54 303 társas vállalkozás)  |
| 2012    | 70 841 (ebből 25 574 egyéni, 45 267 társas vállalkozás)  |
| 2013    | 49 000 (ebből 15 000 egyéni, 34 000 társas vállalkozás)  |
| 2014    | 41 000 (ebből 12 000 egyéni, 29 000 társas vállalkozás)  |
| 2015    | 36 000 (ebből 10 000 egyéni, 26 000 társas vállalkozás)  |
| 2016    | 31 700 (ebből 8600 egyéni, 23 000 társas vállalkozás)    |
| 2017    | 25 000 (ebből 6000 egyéni, 19 000 társas vállalkozás)    |
| 2018    | 21 000 (ebből 5000 egyéni, 16 000 társas vállalkozás)    |
| 2019    | 15 860                                                   |

## Adótényállás

### Adóalany
Az eva adóalanya az lehetett, aki
- a törvényben meghatározott vállalkozási formában működött,
- a törvényben meghatározott feltételeknek eleget tett, és
- bejelentette az eva választását az adóhatóságnak.

### Adóalap
Az adóalap az adóalany által az adóévben megszerzett összes bevétel korrekciós jogcímekkel módosított összege.

### Adómérték
| Időszak                                  | Az adóalaphoz viszonyítva                                            |
| ---------------------------------------- | -------------------------------------------------------------------- |
| 2003. január 1. – 2006. augusztus 31.    | 15%                                                                  |
| 2006. szeptember 1. – 2009. december 31. | 25%                                                                  |
| 2010. január 1. – 2011. december 31.     | 30%                                                                  |
| 2012. január 1. – 2019. december 31.     | 37%, azonban az adóalap évi 30 millió forintot meghaladó részére 50% |

## Külső hivatkozások
- http://www.njt.hu